# Сатино (Калужская область)
Са́тино — деревня в составе сельского поселения «Деревня Совьяки» Боровского района Калужской области.

## Население
| 2002 | 2010 |
| ---- | ---- |
| 47   | ↘42  |

## Инфраструктура
Вблизи деревни на берегу реки Протвы располагается Сатинская учебно-научная база географического факультета МГУ, основанная в 1968 году. С 1970 года здесь проходит комплексная географическая практика для студентов 1-го курса (по восьми дисциплинам: топография, геоморфология, почвоведение, биогеография, метеорология, гидрология, ландшафтоведение и с 1997 года — социально-экономическая география).

## История
В 1640 году сельцом Сатино Лужецкого стана Боровского уезда, владеют Пётр и Максим Загряжские, основана церковь Живоначальной Троицы с приделом Николая Чудотворца.
1733-й год, селом Сатино владеет майор Александр Васильевич Загряжский.